# Beata Cecilia
Cecilia (Roma, 1200 circa – Bologna, 4 agosto 1290) è stata una religiosa italiana, discepola di san Domenico, riformatrice e badessa del monastero di Sant'Agnese.
Il suo culto come beata fu confermato da papa Leone XIII nel 1891.

## Biografia
Secondo una tradizione improbabile, apparteneva alla nobile famiglia Cesarini. Abbracciò giovanissima la vita religiosa nel monastero romano di Santa Maria in Tempulo (il nome suo e di altre monache della comunità compare in documento che reca la data del 26 novembre 1219).
Insieme alle sue consorelle, passò poi al monastero di San Sisto e il 28 febbraio 1221 ricevette l'abito religioso dalle mani san Domenico; dopo il 1227, fu inviata a Bologna a riformare il monastero di Sant'Agnese, fondato nel 1223 da Diana degli Andalò, e ne fu eletta priora.
Grazie alla sua testimonianza diretta, una tale suor Angelica fu in grado di comporre i Miracula beati Dominici, opera agiografica ma ricca di particolari utili a ricostruire la biografia di san Domenico e la storia della sua opera a Roma.
Trascorse il resto della sua lunga vita nel monastero bolognese.

## Culto
Le monache di Sant'Agnese continuarono a celebrarne la memoria insieme a quella della fondatrice. Il culto fu confermato il 24 dicembre 1891.
Il suo elogio si legge nel Martirologio romano al 4 agosto.